# Marek Żukow-Karczewski
Marek Żukow-Karczewski (en français : Marc Joukov-Karczewski), né le 6 mai 1961, est un historien, journaliste et écrivain polonais, spécialiste de l'histoire de la Pologne, de l'histoire de Cracovie et de l'histoire de l'architecture. Il est également impliqué dans les questions environnementales,,.

## Biographie
Marek Żukow-Karczewski vient d'une famille noble russo-polonaise, qui a été mentionnée au Xe siècle en Russie (russe : Жуков, polonais : Żukow, français : Joukov) et au XIVe siècle en Pologne (polonais : Karczewski),,. Il a étudié l'histoire à l'Université Jagellonne de Cracovie. Dans la période 1981-1994, il a été co-organisateur et secrétaire scientifique du Comité civique de sauvetage Cracovie (Obywatelski Komitet Ratowania Krakowa (pl)). Entre autres choses, celui-ci s'est occupé du renouvellement des monuments historiques du cimetière Rakowicki. Il est l'auteur d'environ cinq cents publications et articles,,, qui ont été publiés dans les publications périodiques, journaux et magazines suivants : Kalendarz Serca Jezusowego (pl), Kraków (magazyn kulturalny) (pl), Aura (czasopismo) (pl), Posłaniec Serca Jezusowego (pl), Życie Literackie (1951-1991) (pl), Przekrój (tygodnik) (pl), Gazeta Krakowska (pl), Echo Krakowa (pl), Czas Krakowski (pl). Il publie aussi sur les portails web (Ekologia.pl, Wolne Media, My21). Il est également collaborateur à la Télévision polonaise et à la Radio polonaise de Cracovie. Depuis 1991, il est membre de l'Association des journalistes polonais (Stowarzyszenie Dziennikarzy Polskich (pl)) et de la Fédération internationale des journalistes.

## Publications (sélection)

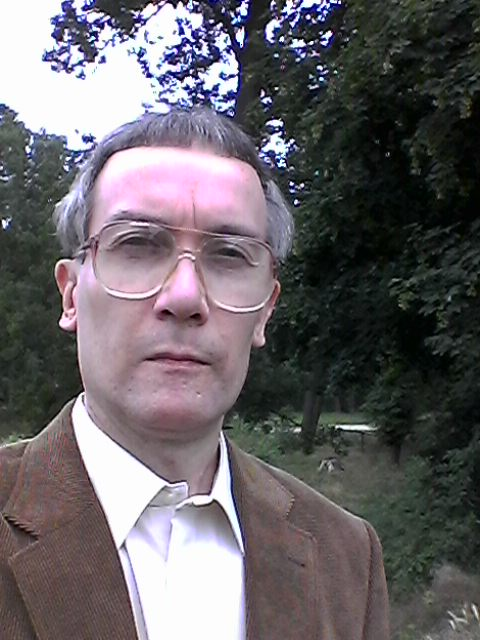
Marek Żukow-Karczewski (2016)

- Sprawa raperswilska, "Życie Literackie", 1987
- Stanisław August w Petersburgu, "Życie Literackie", 1987
- Pojedynki w dawnej Polsce, "Przekrój", 1987
- Klejnoty i insygnia koronacyjne w dawnej Polsce. Prawdy i legendy, "Życie Literackie", 1987
- Wielkie pogrzeby w dawnej Polsce, "Życie Literackie", 1988
- Syberyjskie losy Piotra Wycockiego, "Życie Literackie", 1988
- Polonia zagraniczna w czasach II Rzeczypospolitej, "Życie Literackie", 1989
- Walka o światło. Krótka historia sztucznego oświetlenia, Ekologia.pl, 2012
- Największe pożary w Polsce i na świecie, Ekologia.pl, 2012
- W poszukiwaniu ciepła. Dawne sposoby i systemy ogrzewania pomieszczeń, Ekolgia.pl, 2012
- Gra w kości - pierwsze spotkania z człowiekiem kopalnym, Ekologia.pl, 2013
- Łuk - oręż bogów i ludzi, Ekologia.pl, 2014